# 대구매곡초등학교
대구매곡초등학교는 대한민국 대구광역시 달성군에 있는 공립 초등학교이다.

## 연혁
- 2007-11-08 대구매곡초등학교 착공
- 2008-12-31 대구매곡초등학교 준공
- 2009-03-01 대구매곡초등학교 개교(17학급), 유치원 2학급
- 2009-09-01 1학년 1개반 증설(18학급)
- 2009-09-01 교원능력 개발 평가 선도학교 지정(2009.9.1~2010.2.28)
- 2009-09-05 보건실, 과학실 현대화
- 2009-11-03 줄장미, 담쟁이 식수, 급식실 배수로 설치
- 2009-11-22 영어 체험실 설치(후관 4층)
- 2010-02-11 제1회 졸업식(남20, 여33, 계 53명)
- 2010-03-01 4학급 증설(22학급), 유치원(2학급)
- 2010-03-01 교과부요청 대구광역시교육청지정 시범학교(학부모 학교참여) 2010.3~2012.2
- 2010-03-01 대구광역시 달성군청 지정 환경보전시범학교 지정
- 2010-03-31 운동장 교문 쪽 스탠드 설치
- 2010-04-05 돌봄교실 구축
- 2010-06-18 영어체험교실 개관
- 2010-06-30 장학자료 보관 서가 구축
- 2010-07-01 학부모지원센터 구축
- 2010-09-05 텃밭농원
- 2010-11-16 2010. 제11회 달성국악경연대회 최우수(교육장)
- 2011-03-01 2학급 증설(24학급), 유치원(2학급)
- 2011-03-21 교육활동유공학교 표창(교육감)
- 2011-06-20 대구광역시 교육감배 학교스포츠클럽(3위)(교육장)
- 2011-10-19 2011. 전국도서관 운영평가 2011. 우수도서관(문화체육부장관)
- 2011-10-25 과학경진대회실적 우수교(교육감)
- 2011-11-09 2011. 제12회 달성국악경연대회 우수(교육장)
- 2011-11-29 학교평가 우수교(교육감)
- 2011-12-05 2011. 학부모학교참여 우수사례 공모전 아버지 참여부문 장려상(교과부장관)
- 2011-12-21 2011. 과학전람회 우수교(교육감)
- 2011-12-21 교육활동유공학교 표창(교육감)
- 2011-12-30 2011. 아침수학공부10분 우수교(교육장)
- 2011-12-30 2011. 대한민국 좋은 학교 박람회(교과부장관)
- 2012-02-07 수업선도교사제 우수교(교육감)
- 2012-02-16 제3회 졸업식(남49명, 여42명, 계 91명)
- 2012-02-20 2011. 조직실적부문 우수단위대(한국스카우트대구연맹)
- 2012-03-01 3학급 증설(27학급), 유치원(2학급)
- 2012-03-01 교과부요청 창의인성경영학교(건강증진모델학교) 운영 2012.3. ~ 2015.2.
- 2012-04-27 2012. 가스안전 포스터 공모전 단체전 금상(대성에너지)
- 2012-05-12 2012. 달성군 청소년 동아리 풋살대회 우승(달성군청소년센터)
- 2012-07-14 2012. 대구교육감배 스포츠클럽대회(풋살) 3위 (교육장)
- 2012-07-23 2012. e-NIE 프로그램 운영학교(2012.7.23.~2013.7.23.)
- 2012-10-29 2012. 제13회 달성국악경연대회 최우수(교육장)
- 2012-12-17 2012. 예절, 친절교육 우수사례 공모대회 입선(교육장)
- 2013-02-14 제4회 졸업식(남 51명, 여 63명, 계 114명)
- 2013-03-01 제2대 김상호 교장 부임
- 2013-03-01 27학급 편성
- 2013-05-20 2012 녹색 일기장쓰기 운동 단체부문 동상 (한국환경교육협회)
- 2013-09-10 2013 달성교육지원청 과학전람회 최우수학교(교육장)
- 2013-09-14 2013달성군청소년동아리 풋살대회 준우승(달성군청소년센터관장)
- 2013-09-30 2013. 제14회 달성국악경연대회 최우수(교육장)
- 2013-10-14 2013대구광역시달성교육지원청 교육장배 육상대회 여자초등부 종합 준우승
- 2013-12-02 보건우수학교(달성군수)
- 2013-12-27 학교교육활동 우수학교 표창(대구광역시교육감)
- 2014-02-14 제5회 졸업식(남 60명, 여 52명, 계 112명)
- 2014-03-01 27학급 편성
- 2014-09-30 2014 교육감배 학교스포츠클럽 풋살대회 3위
- 2014-10-17 제15회 달성국악경연대회 최우수(달성교육장)
- 2014-12-31 학교경영특색 우수교(교육감)
- 2015-02-12 건강증진모델학교운영성과 최우수교(교육부장관)
- 2015-02-13 제6회 졸업식(남 60, 여 51, 계111명)
- 2015-03-01 제3대 윤종열 교장선생님 부임